# Temporada de ciclones no Índico Norte de 2022
A temporada de ciclones do Índico norte de 2022 é um evento cíclico anual de formação de ciclones tropicais. A temporada de ciclones no norte do Oceano Índico não tem limites oficiais, mas os ciclones tendem a se formar entre abril e dezembro, com pico de maio a novembro. Essas datas delimitam convencionalmente o período de cada ano em que a maioria dos ciclones tropicais se forma no norte do Oceano Índico.
O escopo deste artigo está limitado ao Oceano Índico no Hemisfério Norte, a leste do Chifre da África e a oeste da Península da Malásia. Existem dois mares principais no norte do Oceano Índico — o Mar Arábico a oeste do subcontinente indiano, abreviado ARB pelo Departamento Meteorológico da Índia (IMD); e a Baía de Bengala a leste, abreviada como BOB pelo IMD.
O Centro Meteorológico Regional Especializado oficial nesta bacia é o Indian Meteorological Department (IMD), enquanto o Joint Typhoon Warning Center (JTWC) divulga alertas não oficiais. Em média, três a quatro tempestades ciclônicas se formam nesta bacia a cada temporada.

## Resumo da temporada
A temporada começou com BOB 01 que se formou a 3 de março sobre a Baía de Bengala. Atingiu o seu auge como uma depressão profunda, antes de enfraquecer como uma área de baixa pressão bem marcada a 6 de março. O sistema tornou-se o oitavo sistema a ser formado em mrço desde que registos fiáveis começaram em 1891. Em 20 de março, outra depressão profunda classificada como BOB 02 formou-se no Mar de Andamão. BOB 02 fez desembarques em Myanmar antes de se dissipar. Após mais de 1 mês de inactividade, formou-se um sistema de baixa pressão ao largo da costa das ilhas Andamão e Nicobar, a 6 de maio. No dia seguinte, JTWC classificou-o como "Ciclone Tropical 02B", seguido por IMD que o reconheceu como "Depressão BOB 03". A depressão intensificou-se numa tempestade ciclónica, denominada Asani, fazendo dela a primeira tempestade da época. Em breve, Asani foi elevada a categoria 1 de ciclone pela JTWC, e IMD foi elevada a uma tempestade ciclónica severa. Posteriormente, Asani começou a enfraquecer rapidamente devido ao forte vento de cisalhamento. e fez um desembarque em Andra Pradexe como uma depressão profunda. Mais tarde, em maio, BOB 04 rapidamente se consolidou numa depressão ao desembarcar na costa sul da Birmânia. A actividade cessou durante aproximadamente 2 meses antes de a Depressão ARB 01 ter sido designada e lutou contra fortes cisalhamentos de vento e intrusões de ar seco. Em agosto, quatro sistemas foram designados pelo IMD. A Depressão terrestre ARB 01 foi de curta duração e degenerada a um remanescente baixo sobre Chhattisgarh. A depressão ARB 02 formou-se alguns dias mais tarde e embora o IMD tenha mantido o sistema como uma depressão, o JTWC atualizou ARB 02 para Ciclone Tropical 03A. Ter uma forma de ciclone tropical de força de tempestade no Mar Arábico em Agosto é raro, e o último sistema a tornar-se um foi o Ciclone Aurora (1983). Seguiu-se a depressão BOB 05 e o efeito oceano marrom ajudou o sistema a manter o estado de depressão por mais alguns dias. Depois de BOB 05, a depressão profunda BOB 06 foi designada pelo IMD após o JTWC a ter actualizado oficiosamente para Ciclone Tropical 04B devido à chegada dos ventos de tempestade tropical. BOB 06 mais tarde fez desembarques em Digha, Bengala Ocidental e causou 32 mortes. Em setembro, o IMD designou brevemente a Depressão Terrestre 02. No final de Outubro, o IMD monitorizou uma área de baixa pressão, que foi designada como BOB 07 e mais tarde tornou-se a tempestade ciclónica Sitrang, oficialmente a segunda tempestade da época. A tempestade ciclónica dirigiu-se abruptamente para norte-nordeste e, no início de 24 de outubro, fez landfall em Patuakhali, Bangladesh. Sitrang é o primeiro ciclone tropical a atingir o Bangladesh desde Ciclone Mora em 2017, e causou 35 fatalidades. Depois de Sitrang, a Depressão BOB 08 formou-se e lutou para consolidar um centro bem definido antes de causar pequenos impactos em partes do sul da Índia. Em dezembro, formou-se a Depressão Profunda BOB 09. Mais tarde, a IMD actualizou-a para a tempestade ciclónica Mandous. Apesar de uma moderada cisalhamento de vento de nível médio oriental, Mandous intensificou-se para uma Tempestade Ciclónica Severa à medida que se aproximava do Sri Lanka.

## Sistemas

### Depressão Profunda BOB 01
No final de fevereiro, formou-se uma circulação ciclônica sobre o Estreito de Malaca e o Mar de Andamão, que mais tarde se intensificou em uma área de baixa pressão ao meio-dia (17:30 IST) de 28 de fevereiro, quando a perturbação formou uma circulação de baixo nível, de acordo com imagens de satélite INSAT-3D. No início do dia seguinte, às 09:00 UTC (14:30 IST), a perturbação se intensificou ainda mais em uma área de baixa pressão bem marcada, pois desenvolveu um vórtice ciclônico definido, e três horas e meia depois, o Joint Typhoon Warning Center (JTWC) sediado nos Estados Unidos começou a monitorar o mesmo distúrbio que o Invest 90B. No dia 3 de março à meia-noite (05:30 IST), a baixa bem marcada organizada para uma depressão e o Departamento Meteorológico da Índia (IMD) identificou o sistema como BOB 01, tornando-o o primeiro sistema da temporada. Esta intensificação foi possível devido a uma fase favorável de oscilação Madden-Julian (MJO), juntamente com um fraco fluxo de leste. A temperatura da superfície do mar (SST) também foi quente o suficiente (27–28 °C (81–82 °F)) para que ocorresse a ciclogênese tropical, juntamente com o cisalhamento vertical moderado a alto do vento. Durante o dia seguinte, o JTWC emitiu um Alerta de Formação de Ciclone Tropical (TCFA) no sistema. A depressão posteriormente se intensificou em uma depressão profunda, e por volta das 21:00 UTC (02:30 IST), o JTWC começou a iniciar alertas para o Ciclone Tropical 01B. Após manter sua intensidade por um dia, o JTWC emitiu seu último alerta para o sistema, às 15h. UTC (20:30 IST), pois o ar seco crescente enfraqueceu sua massa convectiva. O IMD posteriormente enfraqueceu de volta a uma depressão devido ao mesmo motivo. Em 6 de março, o IMD emitiu seu último aviso para o sistema e o rebaixou para uma área de baixa pressão bem marcada, pois sua massa convectiva ficou ainda mais desorganizada pelo cisalhamento do vento.

### Depressão Profunda BOB 02
Em meados de março, uma área de baixa pressão se formou no sudoeste da Baía de Bengala, perto do Sri Lanka, que mais tarde se intensificou em uma área de baixa pressão bem marcada Ela serpenteou em direção leste-sudeste por três dias, e em 20 de março, o IMD informou que a depressão se formou sobre a Baía de Bengala, dando-lhe a designação BOB 02. Nesse dia, o JTWC emitiu um TCFA para o sistema.

### Tempestade Ciclônica Severa Asani
Durante a primeira semana de maio, um forte pulso de Oscilação Madden-Julian (MJO) e Onda Equatorial Rossby (ERW) prevaleceu nesta bacia. Essas duas condições levaram a uma formação, de uma circulação ciclônica, sobre o sul do Mar de Andamão em 4 de maio. O JTWC seguiu o exemplo e designou como Invest 92B no dia seguinte. Em 6 de maio, sob a influência da mesma perturbação, um sistema de baixa pressão na costa das Ilhas Andamão e Nicobar. Posteriormente, o JTWC emitiu seu Alerta de Formação de Ciclone Tropical (TCFA), pois havia consolidado rapidamente sua estrutura convectiva nas últimas horas, juntamente com o desenvolvimento de um centro de baixo nível bem definido. Na manhã de 7 de maio, o sistema ficou mais bem demarcado na mesma região. Às 09:00 UTC (14:30 IST), o JTWC iniciou alertas sobre o sistema e o classificou como Ciclone Tropical 02B, enquanto a IMD seguiu o exemplo e o atualizou para "Depressão", sendo designado BOB 03, tornando-se a terceira depressão desta temporada. Três horas depois, o status do sistema foi atualizado para depressão profunda pela IMD, depois de formar um padrão de nuvens em nublado denso central. Às 05:30 IST (00:00 UTC) do dia seguinte, o sistema se organizou na Tempestade Ciclônica Asani, tornando-se o primeiro ciclone da temporada. O nome Asani foi fornecido pelo Sri Lanka, que significa ira na língua cingalesa. Nove horas depois, o JTWC atualizou-o para um status de categoria 1. Às 12:00 UTC (17:30 IST), o IMD atualizou-o ainda mais para uma tempestade ciclônica severa, já que as imagens de microondas mostraram um sistema bem organizado. Em 10 de maio, o ciclone começou a encontrar forte cisalhamento do vento devido ao qual o JTWC o rebaixou como uma tempestade tropical, enquanto o IMD continua a mantê-lo como uma tempestade ciclônica severa, ele começou a fazer um percurso repentino para o oeste e uma leve diminuição no cisalhamento do vento fez com que o JTWC o atualizasse novamente para um ciclone tropical equivalente à categoria 1. Nove horas depois, Asani foi rebaixado para uma tempestade tropical, começou a enfraquecer rapidamente devido ao maior cisalhamento do vento, bem como à intrusão de ar seco.

### Depressão BOB 04
Uma nova circulação ciclônica se desenvolveu no início de 19 de maio, sobre o Golfo de Martabão, devido ao aumento da Monção do Sudoeste anual sobre a bacia. Ao anoitecer, sob a influência dessa circulação, um sistema de baixa pressão se formou sobre a mesma região. Às 18:00 UTC (23:30 IST), o JTWC também reconheceu essa mesma circulação na noite do mesmo dia. Às 00:30 UTC (06:00 IST), o JTWC publicou seu TCFA para o sistema depois de ter consolidado rapidamente sua estrutura convectiva nas últimas horas e também formado um centro de baixo nível bem definido. Mas oito horas depois, o JTWC cancelou por causa de sua proximidade por terra.  No entanto, de acordo com a IMD, ele rapidamente se intensificou em uma área de baixa pressão bem marcada na manhã do mesmo dia, e ainda mais em uma depressão às 11:30 IST (03:00 UTC), enquanto se movia para nordeste, em direção à costa sul da Birmânia. Entre 08:00 UTC (13:30 IST) e 09:00 UTC (14:30 IST), o sistema atingiu a costa sul da Birmânia, aproximadamente a 30 km (20 mi) de Mawlamyine e foi designado como BOB 04. Apesar de tocar terra, o sistema manteve seu status de depressão à medida que se movia mais para dentro da terra, devido à monção de sudoeste incorporada para sustentar o sistema e também possivelmente como resultado do efeito do oceano marrom. Às 00:00 UTC (05:30 IST), o sistema começou a perder as suas características e finalmente enfraqueceu em uma área de baixa pressão bem marcada sobre a fronteira da Birmânia com a Tailândia, possivelmente devido à interação do sistema com o terreno acidentado.
O sistema ajudou a monção a avançar ainda mais em partes do sul do mar Arábico, partes do sul de Maldivas e partes do sul e centro-leste da baía de Bengala.

### Depressão ARB 01
A 15 de julho, o JTWC começou a monitorizar uma perturbação a oeste de Jafrabad, Gujarat, e foi designado oficiosamente como Invest 96A. A perturbação aprofundou-se substancialmente, no início do dia seguinte, o que levou JTWC a actualizar a sua hipótese de formação para médio. Às 03:00 UTC do mesmo dia, o IMD notou a perturbação e elevou-a a uma depressão tropical, tornando-se a primeira depressão tropical da época no Mar Arábico. Atingiu o seu pico como uma depressão, com a máxima velocidade do vento sustentada de 25 kn (45 km/h; 30 mph) e pressão barométrica mínima de 992 hPa (29.3 inHg)} após a sua fase inicial de formação. No entanto, o sistema começou a perder intensidade no dia seguinte, à medida que se afastava da linha costeira indiana, devido à intrusão de ar seco e ao crescente cisalhamento do vento. Pelas 18:00 UTC, a JTWC deixou de rastrear Invest 96A, e em 18 de julho, o IMD emitiu o seu último aviso, citando o seu enfraquecimento para uma baixa remanescente.

### Depressão BOB 05
Uma baixa monção desenvolveu-se sobre a região noroeste da Baía de Bengala, ao largo da Costa de Bengala Ocidental e Orissa no meio-dia de 6 de agosto, que mais tarde se concentrou em uma área de baixa pressão bem marcada no dia seguinte. Em 9 de agosto, concentrou-se em uma depressão, depois de passar pela costa de Orissa devido aos ventos alísios das monções. Conseguiu manter a sua intensidade por terra, até às 00:00 UTC (05:30 IST) de 10 de agosto, foi rebaixado para uma baixa remanescente sobre Chatisgar e adjacente Leste de Madia Pradexe.

### Depressão ARB 02
Após a dissipação da depressão BOB 05, uma onda repentina de ondas equatoriais de Rossby e Ondas Kelvin prevaleceu sobre a bacia. Essas duas ondas ajudaram na formação de outra baixa de Monção sobre Saurashtra e adjacente ao nordeste do mar da Arábia em 10 de agosto, que mais tarde se concentrou em uma baixa pressão bem marcada em 11 de agosto. O JTWC, no mesmo dia, designou-o como Invest 98A. Em 12 de agosto, condições favoráveis como alta temperatura da superfície do mar (SST), cisalhamento moderado do vento e um forte pulso de MJO, ajudaram a concentração adicional em uma depressão, mas seu centro foi cortado devido ao cisalhamento do vento. O JTWC logo seguiu o exemplo e o atualizou para Ciclone Tropical 03A. No entanto, à medida que se movia para o oeste, longe da costa indiana, o cisalhamento do vento aumentou significativamente, o que deteriorou sua estrutura convectiva. Às 03:00 UTC (08:30 IST), O JTWC deixou de emitir avisos ao sistema. Nove horas depois, o IMD seguiu o mesmo e rebaixou para uma baixa remanescente.

### Depressão BOB 06
Sob a influência de outra circulação ciclônica, uma área de baixa pressão se formou sobre a baía norte de Bengala em 13 de agosto. Substancialmente, concentrou-se em uma área de baixa pressão bem marcada no mesmo dia. Depois de chegar perto da Costa do Norte de Orissa e Bengala Ocidental, concentrou-se ainda mais em uma depressão às 03:00 UTC (08:30 IST) de 14 de agosto. A depressão atingiu a costa perto Digha, Bengala Ocidental, duas horas após sua designação. O efeito oceano marrom desempenhou um papel importante na vida útil do sistema, pois conseguiu manter seu status de depressão sobre a terra por três dias. Junto com o efeito do oceano marrom, o baixo cisalhamento vertical do vento e a alimentação de umidade dos ventos alísios de monções também ajudaram a manter sua intensidade. Às 12:00 UTC (17:30 IST) de 17 de agosto, a depressão finalmente enfraqueceu em uma baixa pressão bem marcada sobre o Sudoeste do Rajastão. O sistema causou chuvas fortes generalizadas em Orissa, Bengala Ocidental, Jarcanda, Índia Central e Rajastão.

### Depressão Profunda BOB 07
Uma circulação ciclônica se desenvolveu ao sul da costa de Myanmar em 17 de agosto.[79] No mesmo dia, a JTWC reconheceu a mesma circulação perto de Myanmar e a designou Invest 99B, que apresentava uma estrutura convectiva desorganizada e um obscuro centro de baixo nível. No dia seguinte, transformou-se numa zona de baixa pressão sobre a Baía de Bengala, a nordeste, e a costa adjacente do Bangladesh. Após o rápido desenvolvimento da sua estrutura convectiva, a JTWC lançou oficialmente um TCFA para o sistema. No mesmo dia, às 21:00 UTC (02:30 IST), o JTWC declarou não oficialmente o Ciclone Tropical 04B. O IMD seguiu o mesmo e atualizou-o para Depressão BOB 07. Às 06:00 UTC (11:30 IST), BOB 07, concentrou-se ainda mais numa depressão profunda, ao largo da costa de Bengala Ocidental e do Bangladesh. Pouco depois de se intensificar, atingiu a costa perto de Digha, Bengala Ocidental, entre as 13:30 UTC e as 14:30 UTC (19:00 IST e 20:00 IST) do mesmo dia. Às 21:00 UTC (02:30 IST), o JTWC emitiu o seu último aviso após ter atingido a costa. Tal como o sistema anterior, também não se dissipou mesmo depois de atingir a terra e, em vez disso, conseguiu manter a sua intensidade. Apesar, enfraqueceu em uma depressão em agosto 21, sobre o nordeste de Madia Pradexe e sudeste de Utar Pradexe, Continuou a permanecer à tona por mais dois dias, até agosto 23, enfraqueceu em uma área de baixa pressão bem marcada sobre o leste do Rajastão e adjacente ao noroeste de Madia Pradexe.

### Tempestade Ciclônica Sitrang
Sitrang teve origem numa zona de baixa pressão perto da Baía de Bengala ao largo das Ilhas Andamão e Nicobar a 17 de outubro, embora tenha sido designado como tendo uma "baixa" probabilidade de desenvolvimento no início. Mais tarde, durante a sua existência, o Departamento de Meteorologia da Índia designou uma possibilidade "alta" de o sistema se tornar uma depressão. Dias mais tarde, águas quentes e menos cisalhamento do vento contribuíram para condições favoráveis ao desenvolvimento, e o IMD classificou a área de baixa pressão como uma depressão, sendo chamada BOB 07, de acordo com o terceiro boletim. O Centro de Alerta Conjunto de Tufões emitiu um Alerta de Formação de Ciclone Tropical (TCFA) no sistema até às 15:00 UTC de 22. Horas mais tarde, BOB 07 ganhou ímpeto e no quinto boletim da agência, foi noticiado que se tinha intensificado para uma depressão profunda. A 23 de outubro, o ciclone ganhou mais força e atingiu o estatuto de tempestade ciclónica, sendo chamado "Sitrang" pelo Departamento de Meteorologia da Índia. Às 09:00 UTC de 23 de outubro, o JTWC designou a tempestade como Tempestade Tropical 05B. Como se previa que a tempestade se tornaria uma tempestade ciclónica severa, mas o ar seco impediu a sua intensificação. Ao fazer landfall perto de Patuakhali, no Bangladesh, nas primeiras horas de 24 de outubro, o ciclone começou a perder força e foi rebaixado para uma depressão profunda. O JTWC emitiu o aviso final sobre o sistema às 21:00 UTC de 24. Depois disso, o Sitrang continuou a enfraquecer, e no seu décimo terceiro e último boletim, o IMD declarou que o ciclone foi rebaixado para uma área de baixa pressão às 06:00 UTC de 25 de outubro. Dissipou sobre o Nordeste da Índia nessa noite.
Sitrang foi o primeiro ciclone a atingir o Bangladesh desde Ciclone Mora em 2017. Durante a sua passagem, pelo menos 24 pessoas morreram e outras 8 desapareceram. No Bangladesh, 700.000 pessoas foram evacuadas das suas casas devido a fortes chuvas. Também foram registados danos no leste da Índia. Pelo menos 8 milhões de clientes perderam energia. Cerca de 20 pescadores foram resgatados na Baía de Bengala pela Guarda Costeira Indiana.

### Tempestade Ciclônica Severa Mandous
O Departamento de Meteorologia da Índia emitiu um boletim declarando que se tinha formado uma depressão tropical na Baía de Bengala e foi designada BOB 09. O JTWC, divulgou um TCFA sobre o sistema, declarando que poderia intensificar-se ainda mais, devido às águas muito quentes e ao cisalhamento do vento de baixa a moderada, designando-o Invest 96B. Um dia mais tarde, tanto o JTWC como o IMD classificaram esta baixa pressão como uma "tempestade ciclónica" e chamaram-lhe Mandous. Mandous continuou a seguir para oeste, e mais tarde, atingindo velocidades de vento de 105 km/h, fortaleceu-se numa tempestade ciclónica severa.

## Nomes de tempestade
Dentro desta bacia, um ciclone tropical recebe um nome quando se julga que atingiu a intensidade de Tempestade Ciclônica com ventos de 65 km/h (40 km/h). Os nomes foram selecionados por uma nova lista do Centro Meteorológico Regional Especializado em Nova Délhi em meados de 2020. Não há retirada de nomes de ciclones tropicais nesta bacia, pois a lista de nomes está programada para ser usada apenas uma vez antes que uma nova lista de nomes seja elaborada. Se um ciclone tropical nomeado se mover para a bacia do Pacífico Ocidental, ele manterá seu nome original. Os próximos oito nomes disponíveis da Lista de nomes de tempestades do norte do Oceano Índico estão abaixo:
| - Asani - Sitrang - Mandous |

## Efeitos sazonais
Esta é uma tabela de todas as tempestades na temporada de ciclones do norte do Oceano Índico de 2022. Ele menciona todas as tempestades da temporada e seus nomes, duração, intensidades de pico de acordo com a escala de tempestades do IMD, danos e totais de mortes. Os totais de danos e mortes incluem os danos e mortes causados quando aquela tempestade foi uma onda precursora ou baixa extratropical. Todos os números de danos registrados em 2022 estão em dólar norte-americano (USD):
| Nome                | Datas ativo                 | Classificação máxima        | Velocidade de vento sustentados | Pressão              | Áreas afetadas                                                                                     | Danos (USD)  | Fatalidades | Refs                                            |
| ------------------- | --------------------------- | --------------------------- | ------------------------------- | -------------------- | -------------------------------------------------------------------------------------------------- | ------------ | ----------- | ----------------------------------------------- |
| BOB 01              | 3–6 de março                | Depressão profunda          | 55 km/h (35 mph)                | 1002 hPa (29.6 inHg) | Sri Lanka                                                                                          | Nenhum       | 0           |                                                 |
| BOB 02              | 20–23 de março              | Depressão profunda          | 55 km/h (35 mph)                | 1000 hPa (30 inHg)   | Ilhas Andamão e Nicobar, Myanmar                                                                   | Nenhum       | 0           |                                                 |
| Asani               | 7–12 de maio                | Tempestade ciclônica severa | 100 km/h (65 mph)               | 982 hPa (29.0 inHg)  | Andaman and Nicobar Islands, Andhra Pradesh, Tamil Nadu, Karnataka, Odisha                         | Desconhecido | 3           | [ 101 ]                                         |
| BOB 04              | 20–21 de maio               | Depressão                   | 45 km/h (30 mph)                | 996 hPa (29.4 inHg)  | Myanmar, Tailândia                                                                                 | Nenhum       | 0           |                                                 |
| ARB 01              | 16–18 de julho              | Depressão                   | 45 km/h (30 mph)                | 992 hPa (29.3 inHg)  | Gujarat                                                                                            | Nenhum       | 0           |                                                 |
| LAND 01             | 9–10 de agosto              | Depressão                   | 45 km/h (30 mph)                | 992 hPa (29.3 inHg)  | Centro da Índia, Odisha                                                                            | Nenhum       | 0           |                                                 |
| ARB 02              | 12–13 de agosto             | Depressão                   | 45 km/h (30 mph)                | 992 hPa (29.3 inHg)  | Gujarat, Oman                                                                                      | Nenhum       | 0           |                                                 |
| BOB 05              | 14–17 de agosto             | Depressão                   | 45 km/h (30 mph)                | 993 hPa (29.3 inHg)  | Central India, Rajasthan, Odisha, West Bengal                                                      | Nenhum       | 0           |                                                 |
| BOB 06              | 18–23 de agosto             | Depressão profunda          | 55 km/h (35 mph)                | 988 hPa (29.2 inHg)  | Bangladesh, Jharkhand, Odisha, Rajasthan, West Bengal, Central India, Uttar Pradesh                | Desconhecido | 32          | [ 102 ] [ 103 ] [ 104 ] [ 105 ] [ 106 ] [ 107 ] |
| LAND 02             | 11–12 de setembro           | Depressão                   | 45 km/h (30 mph)                | 998 hPa (29.5 inHg)  | Chhattisgarh, Odisha, West Bengal                                                                  | Nenhum       | 0           |                                                 |
| Sitrang             | 22–25 de outubro            | Tempestade ciclônica        | 85 km/h (50 mph)                | 995 hPa (29.4 inHg)  | Andaman and Nicobar Islands, West Bengal, Odisha, Jharkhand, Meghalaya, Assam, Tripura, Bangladesh | Desconhecido | 35          | [ 108 ]                                         |
| BOB 08              | 20–24 de novembro           | Depressão                   | 45 km/h (30 mph)                | 1003 hPa (29.6 inHg) | Andhra Pradesh, Tamil Nadu, Karnataka                                                              | Nenhum       | 0           |                                                 |
| Mandous             | 6–10 de dezembro            | Tempestade ciclônica severa | 95 km/h (60 mph)                | 990 hPa (29 inHg)    | Andamão e Nicobar Islands, Sri Lanka, Tamil Nadu                                                   | >$550 000    | 9           |                                                 |
| ARB 03              | 14–17 de dezembro           | Depressão profunda          | 55 km/h (35 mph)                | 1000 hPa (30 inHg)   | Nenhum                                                                                             | Nenhum       | 0           |                                                 |
| BOB 10              | 22–27 de dezembro           | Depressão                   | 45 km/h (30 mph)                | 1004 hPa (29.6 inHg) | Sri Lanka                                                                                          | Nenhum       | 0           |                                                 |
| Totais da temporada |                             |                             |                                 |                      | |              |             |                                                 |
| 15 sistemas         | 3 de março – 27 de dezembro |                             | 100 km/h (65 mph)               | 982 hPa (29.0 inHg)  | | >$52 420 000 | 79          |                                                 |